# Михайловка (Сєверний район)
Миха́йловка (рос. Михайловка) — селище у складі Сєверного району Оренбурзької області, Росія.

## Населення
Населення — 4 особи (2010; 19 у 2002).
Національний склад (станом на 2002 рік):
- мордва — 63 %
- росіяни — 37 %